# Cleantioides verecundus
Cleantioides verecundus là một loài chân đều trong họ Holognathidae. Loài này được Kensley & Clark miêu tả khoa học năm 1998.